# 蔡秀峰
蔡秀峰（英語：Benedict Cai Xiu-feng；1917年1月2日—2007年8月20日；聖名：本篤），是天主教中國籍主教。曾任廣西梧州教區主教。（1993年-2007年）

## 生平
蔡秀峰出生於1917年1月2日的中華民國廣西平南思旺。1932年，就讀於廣東江門北街備修院，1935年返回廣西平南聖家修院，1942年轉到在貴州的貴陽大修院古讀。1946年至1948年間，就讀在英屬香港華南總修院。1948年12月3日，蔡秀峰在31歲時晉鐸及在梧州教區傳教。
1949年10月1日，中國共產黨在中國大陸地區建立中華人民共和國，並開始針對天主教進行宗教迫害及打壓，教會已經無法正常功能。1955年6月10日，唐汝琪主教被中國政府驅逐出境，當時已經被虐待至一耳失聰。唐主教被驅逐前任命蔡秀峰神父為教区署理。
1958年，蔡神父被判勞動改造，並經歷文化大革命的20多年沒有自由的生活。其後獲釋，在廣東一個農場工作。1986年9月，蔡秀峰獲平反後返回梧州。
1993年12月3日，蔡秀峰在廣東石室耶穌聖心主教座堂由濟南總教區主教宗懷德主禮，廣州總教區非法主教林秉良、江門教區非法主教李磐石和嘉應教區主教廖宏清襄禮晉牧成為廣西梧州教區主教，後獲時任教宗庇護十二世認可。
2003年1月21日，蔡主教襄禮祝聖南寧總教區助理主教譚燕全。
2007年8月20日下午五點許，蔡秀峰主教廚房跌倒，因無人發現而失救在廣東石室耶穌聖心主教座堂逝世，享年90歲。蔡主教殯葬彌撒後，其親屬原在老家思旺為他預備了一塊墓地，但主教的遺願可以安葬於教區。可能，骨灰一直放在平南縣思旺天主堂宿舍三樓一個房間裡。